# 메이이바오
메이이바오(梅貽寶, 1900년 - 1997년)는 중국의 전 교육자이다.

## 이력
메이이바오는 칭화 대학 총장을 지낸 메이이치의 남동생이다. 1922년 칭화 대학을 나온 후 미국에 유학하여 1924년 오하이오주의 오벌린 대학(Oberlin College)을 졸업했고 1928년에는 시카고 대학에서 <묵자 주해> 연구로 박사 학위를 얻었다. 1930년 개신교 옌칭 대학 철학과(윤리학) 교수가 되었고, 1938년 옌칭 대학 문학원 원장을 맡았다. 1942년–1945년 태평양 전쟁 기간, 쓰촨성 청두시에서 옌칭 대학의 총장직을 대행하였고, 세계 제2차 대전 종료 후는, 1946년 베이핑의 옌칭 대학에 다시 복귀하여 문학원 교수를 지냈다. 1948년 이후로 미국 아이오와주에 있는 아이오와 대학의 중국학 교수로 초빙을 받아 미국에 건너갔다. 홍콩에서 1970년–1973년 뉴아시아 칼리지 학장을 지냈다. 퇴임 후에 미국에 다시 돌아갔고, 거기에서 숨졌다.